# Камбей, Михаэла
Михаэла Валентина Камбей (рум. Mihaela Valentina Cambei; род. 18 ноября 2002, Дофтяна, Бакэу) — румынская тяжелоатлетка, серебряный призёр летних Олимпийских игр 2024 года, трёхкратная чемпионка Европы (2023, 2024, 2025), бронзовый призёр чемпионата Европы 2021 годов, призёр летних юношеских Олимпийских игр 2018 года. Трёхкратная чемпионка Европы среди юношей и девушек (2017, 2018, 2019).

## Карьера
На протяжении трёх чемпионатов Европы среди юношей и девушек с 2017 года Камбей становилась чемпионкой в весовой категории до 48 килограмм. На юношеском чемпионате мира 2019 года в Лас-Вегасе она завоевала серебряную медаль, уступив только узбекской спортсменке Нигоре Абдуллаевой.
В 2018 году Михаэла принимала участие в летних юношеских Олимпийских играх, которые проходили в Буэнос-Айресе. В весовой категории до 48 кг она завоевала бронзовую медаль.
В апреле 2021 года на Чемпионате Европы в Москве, румынская тяжёлоатлетка в олимпийской весовой категории до 49 кг, с результатом 180 килограммов стала бронзовым призёром чемпионата Европы. В упражнении «толчок» с весом на штанге 100 кг она завоевала малую серебряную медаль.
На чемпионате мира 2022 года в Боготе, в Колумбии в категории до 49 кг стала четвёртой по сумме двух упражнений с результатом 194 кг. Сумела завоевать малую серебряную медаль в упражнении рывок (90 кг).
В Ереване, на чемпионате Европы 2023 года в категории до 49 кг завоевала золотую медаль с результатом 198 кг по сумме двух упражнений, установив два рекорда Европы. В отдельных упражнениях также ей достались две малые золотые медали.
В Саудовской Аравии, где состоялся Чемпионат мира по тяжёлой атлетике 2023 года, румынская спортсменка в категории до 49 кг завоевала малую бронзовую медаль чемпионата мира в рывке с результатом 90 кг. По итогам двух упражнений она заняла пятое место.
В феврале 2024 года на чемпионате Европы в Софии румынка завоевала золотую медаль по сумме двух упражнений с результатом 199 кг и рекордом Европы. В отдельных упражнениях она также стала первой.
На летних Олимпийских играх в Париже в 2024 году, в категории до 49 кг, Михаэла завоевала серебряную медаль с результатом по сумме двух упражнений — 205 кг, что на 1 кг меньше, чем у олимпийской чемпионки Хоу Чжихуэй.
10 сентября 2024 года награждена орденом «За спортивные заслуги» II степени I типа.
На чемпионате Европы 2025 года в Кишинёве завоевала золотую медаль в весовой категории до 49 кг с итоговым результатом 190 кг. В двух упражнениях стала победительницей.

## Достижения
Олимпийские игры
| Результат | Вес      | Год  | Место соревнований | Рывок | Толчок | Общий вес |
| Серебро   | до 49 кг | 2024 | Париж, Франция     | 93,0  | 112,0  | 205,0     |

Чемпионат Европы
| Результат | Вес      | Год  | Место соревнований | Рывок | Толчок | Общий вес |
| Бронза    | до 49 кг | 2021 | Москва, Россия     | 80,0  | 100,0  | 180,0     |
| Золото    | до 49 кг | 2023 | Ереван, Армения    | 92,0  | 106,0  | 198,0     |
| Золото    | до 49 кг | 2024 | София, Болгария    | 90,0  | 109,0  | 199,0 ER  |
| Золото    | до 49 кг | 2025 | Кишинёв, Молдова   | 85,0  | 105,0  | 190,0     |